# Волово (Болгарія)
Во́лово (болг. Волово) — село в Русенській області Болгарії. Входить до складу общини Борово.

## Населення
За даними перепису населення 2011 року у селі проживали 168 осіб.
Національний склад населення села:
| Національність   | Кількість осіб | Відсоток |
| ---------------- | -------------- | -------- |
| болгари          | 108            | 64,3%    |
| турки            | 58             | 34,5%    |
| цигани           | 0              | 0%       |
| Всього відповіли | 168            |          |

Розподіл населення за віком у 2011 році:
Динаміка населення: